# スウェーデンにおけるアルコール飲料

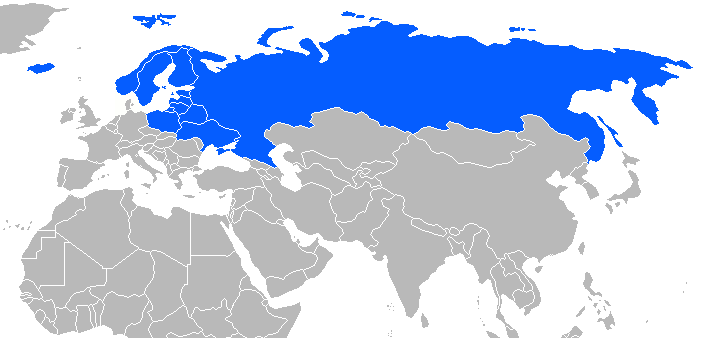
スウェーデンは歴史的にウォッカ・ベルト（vodka belt）の一部である

スウェーデンにおけるアルコール飲料（スウェーデンにおけるアルコールいんりょう）では、スウェーデンにおけるアルコール飲料について述べる。
スウェーデンのアルコール飲料は他の西洋諸国と同様に一般的なものである。スウェーデンは歴史的にウォッカ・ベルト（vodka belt）の一部を形成し、蒸留酒の消費と酔うために飲む（binge drinking）量が多い。しかし20世紀後半には西ヨーロッパ諸国と同調してワインの消費や平日の飲酒も一般的になってきた。

## 飲料とブランド

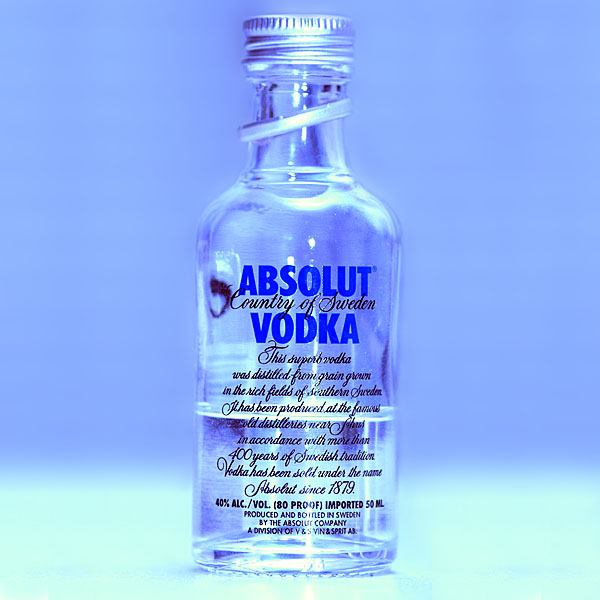
アブソルート・ウォッカ（Absolut Vodka）、最近民営化されたV&S社が製造する最大の成功作

スウェーデンの主な特産品は、ブレンヴィン（"燃えるワイン"の意）と呼ばれる醗酵させた穀物やジャガイモから作られる蒸留酒である。ウォッカブレンヴィンの中では最高級の物であり、アブソルート・ウォッカやエクスプローラー・ウォッカといったブランドがある。一方、ハーブで風味付けされたブレンヴィンはアクアビットとして知られる。これはスナップ（ナブとしても知られる）として伝統料理（特にニシンの塩漬け）と共に小さなショットグラスで飲まれる。スナップは1500年代からスウェーデンに広まった。
ラガー・ビールは食事にもバーでも一般的である。レストランやバーでは通常ストー・スタルク（stor stark）（"大きく強い"の意）として40 cL（正式には50 cL、但し1 cL = 10 mL）入りのグラスのスタルコル（starköl）（下記参照）が供される。
甘いシードルもまた一般的である。2005年7月1日から新しい法律が施行され、リンゴか洋ナシの果汁を醗酵させた飲料のみが'サイダー（cider）'と呼ばれる。この法律改正の前はどんな果実ベースの飲料もサイダーと呼ぶことができた他の国ではアルコポップ（alcopop）とみなされるものでもスウェーデンではサイダーとして販売することが出来た。

## 歴史

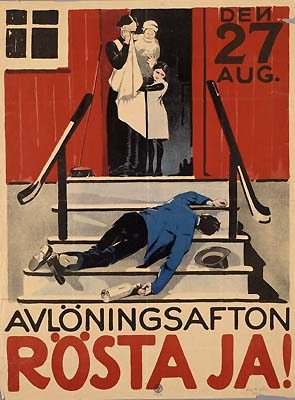
"給料日の夜 – 賛成票を！" 1922年 スウェーデン禁酒令の国民投票（Swedish prohibition referendum, 1922）のポスター

スウェーデンでビールが根付いた飲料となる以前から、ほとんどの人々にとり主要なタンパク源であったニシンの塩漬けや（手に入れば）塩漬け豚肉の様な塩辛く鮮度の悪い食べ物とのバランスをとるため、晩餐会では多量のビールが提供されていたまた1400年代後半になってもストックホルムなどの都市部の水が飲料に適さず、牛乳が手に入るのは夏期のみで、コーヒーや紅茶などのカフェイン飲料もなかったことが要因とされる。
蒸留の手法は15世紀になって導入された。蒸留酒の生産や販売に対する禁酒令がある期間施行されていた。
北欧ではブドウの栽培が難しいためワインを飲む習慣がなく、代わりにミョード（蜂蜜酒）が珍味として飲まれていた。近年では輸送技術の発達によりワインも飲まれるようになっている。
19世紀の間にスウェーデンが工業化され洗練されてくると工業的に生産されたブレンヴィンが入手し易くなり、アルコールによる健康問題や社会問題が増加してきた。禁酒運動が盛り上がりを見せ、1905年に政府は酒類の販売を独占化した。ブラットシステメット（Brattsystemet） とか モトボック（motbok）と呼ばれる配給制度が1955年まで維持されていた。1995年にスウェーデンがEUに加盟すると、飲酒の習慣はより大陸的なものになり規制も緩和された。酒類専売所（Systembolaget）は箱入りワイン（box wine）を導入し、法律が改正され私企業がアルコール飲料を輸入し売買することが可能になった。しかし政府による小売販売の独占は維持された。2005年にはアルコールの消費量は1995年に比べ30%増加した。

## 規制と酒税

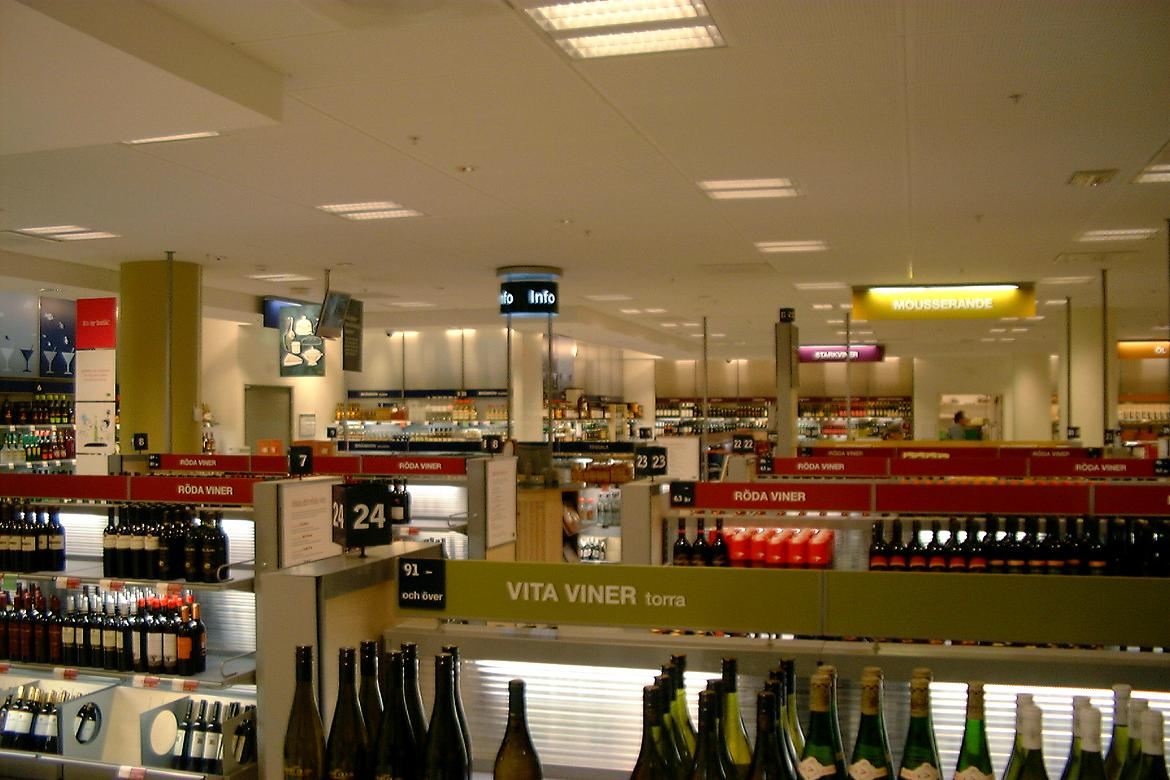
システムボラゲットの店舗

スウェーデンはアルコール含有率 3.5%以上の全ての酒類の販売にシステムボラゲット（Systembolaget）と呼ばれるアルコールの専売制（government alcohol monopoly）を採っている。システムボラゲットで購入できる最低年齢は20歳である。適切な許可を取ったレストランやバーは18歳以上か泥酔していなければ誰にでも酒類の提供ができる。
ビールは法的に3等級に分けられている。レトル（lättöl）（"ライト・ビール"）と呼ばれるクラスI（アルコール含有率 最高 2.25%）は販売に規制は無い。フォルコル（folköl）（"大衆のビール"）と呼ばれるクラスII（アルコール含有率3.5%未満）は認可された店で売ることができるが、購入できる最低年齢は18歳である。スタルコル（starköl）（"強いビール"）と呼ばれるクラスIII（アルコール含有率3.5%以上）はシステムボラゲットの店舗でのみ販売される。
飲料はアルコール含有率により課税され、その税率は他のほとんどの国々より重い。税額はウォッカ（アルコール含有率 40%）で200.56 SEK（スウェーデン・クローナ）/ L（リットル）、ワイン（アルコール含有率 14%）で22.08 SEK/ L、ビール（アルコール含有率 4.5%）で6.615 SEK/ L（2007年）である。アルコール含有率 2.8%とそれ以下のビールは酒税を免除されている。
個人消費用に他のEU諸国から持ち込むアルコール飲料には制限は無い。税金の面でスウェーデン人は自分たちでエストニアやドイツでアルコール飲料を買い込んでくる。スウェーデン - フィンランド間のフェリーがオーランド諸島のドックに入渠中に船上の免税店でアルコール飲料を一定量購入することが許されている。オーランド諸島はフィンランドの自治領の一部でEUの特別領域である。
密造酒は田舎では一般的なものである。

## 禁酒運動
禁酒運動はスウェーデン（特に農村地帯）では根強い運動で、しばしば"フリー・チャーチ運動（free churches）"（非国教会員、つまりスウェーデン国教会（Church of Sweden）以外のプロテスタント）と連携することがある。1990年代にはスウェーデンの若者の間にストレート・エッジ運動が広まった。

## エチケット
スウェーデン人はアルコール関連の法律（最低年齢、密造酒、つまらぬ週末の酩酊に関するもの）には寛容であるが、就業中や運転中の飲酒には容赦しない（zero tolerance）。平日の昼食時の飲酒—1杯の強いビールでさえ—は厳禁であり、飲酒運転は社会から非難される。（それにもかかわらず昼休みの昼食に摂るクラスIのビールは一般的である）政治家やその他の公務員が飲酒運転やアルコールによる不行状で有罪となれば辞職せざるをえなくなる。